# Samut Songkhram Stadium
Das Samut Songkhram Stadium (Thai สนามกีฬากลางจังหวัดสมุทรสงคราม หรือ สนาม อบจ.สมุทรสงคราม) ist ein Mehrzweckstadion in Samut Songkhram in der Provinz Samut Songkhram, Thailand. Es wird derzeit hauptsächlich für Fußballspiele genutzt und ist das Heimstadion vom Viertligisten Samut Songkhram FC. Das Stadion hat eine Kapazität von 6000 Personen. Der Eigentümer und Betreiber des Stadions ist die Samut Songkhram Province.

## Nutzer des Stadions
| Verein                     | Zeitraum der Nutzung |
| -------------------------- | -------------------- |
| Samut Songkhram FC         | 2007 bis 2013        |
| Samut Songkhram FC         | 2015 bis heute       |
| IPE Samut Sakhon United FC | 2016                 |